# Co ste hasiči
Co ste hasiči je český komediální TV seriál, vytvořený společností Orbis Pictures pro TV Nova. Seriál měl premiéru 2. července 2021 na Voyo a dne 9. července 2021 na televizi Nova.
V roce 2023 je dostupná i druhá řada seriálu od 25. srpna na Voyo a dne 1. září na televizi Nova.

## Děj

### První řada
Seriál Co ste hasiči nás zavede do malé obce Horní uprostřed Ladova kraje, kde sledujeme život místní hasičské jednotky pod vedením přímočarého velitele Petra Pospíšila (Petr Rychlý). Jeho jednotka hasičů je doslova v jednom kole. Řešit musí záchrany koček ze stromů, až po drobné požáry v nedalekém lese. Ovšem zkorumpovaný starosta Vladimír Urban (Václav Kopta) má s hasičskou jednotkou jiné plány a jeho pokusy o rušení jednotky přinášejí do celé obce komické konflikty i napětí.

### Druhá řada
Sdružení dobrovolných hasičů z malé obce Horní, v jehož čele stojí svérázný velitel Petr (Petr Rychlý), se vrací v plné sestavě, včetně Mirka (Marek Holý), Edy (Radim Kalvoda), Ládi (Jaromír Nosek) a veterinářky Lenky (Jana Bernášková). I v druhé řadě budou společně čelit sebevědomému starostovi Vladimírovi (Václav Kopta), jehož velkou zálibou je znepříjemňovat hasičské partě život. Tentokrát se spustí lítý boj o bytí či nebytí staré hasičské zbrojnice.

## Obsazení
| Petr Rychlý     | autobusák Petr Pospíšil           |
| Nela Boudová    | Marie Pospíšilová                 |
| Václav Kopta    | starosta Ing. Vladimír Urban      |
| Lucie Benešová  | Bára Urbanová, manželka Vladimíra |
| Marek Holý      | Mirek Moucha                      |
| Jana Bernášková | MVDr. Lenka Mouchová              |
| Radim Kalvoda   | automechanik Eda Vejprta          |
| Jaromír Nosek   | Láďa                              |
| Martin Pechlát  | Jára                              |